# Turnerova Chata
Turnerova Chata – czeskie schronisko turystyczne, położone w Szumawie. Obiekt położy jest na wys. 791 m n.p.m. nad rzeką Vydrą, u ujścia Zhůřskiego potoku.

## Historia
Obiekt powstał w miejscu, w którym w XIX wieku mieściła się chata zarządcy drogi, wiodącej doliną Vydry i Zhůřskiego potoku, służącej do transportu piasku krzemionkowego do pobliskich hut szkła. W 1908 roku, na zlecenie miasta Kašperské Hory wybudowano tu zajazd, zwany Thurnerhütte, oferujący poczęstunek zarówno pracownikom leśnym jak i coraz liczniejszym turystom. W chacie nocowały również rodziny drwali. W okresie międzywojennym Klub Czechosłowackich Turystów uruchomił tu stację turystyczną. Niestety, latem 1932 roku budynek spłonął (wg jednej wersji od nieszczelnego komina, wg innej - od zapalenia się używanych w kuchni olejów).
Miasto Kašperské Hory dążyło do jak najszybszej odbudowy obiektu - ostatecznie udało się to jednak dopiero w 1938 roku. Po II wojnie światowej budynek znacjonalizowano. Służył jako obiekt rekreacyjny dla przedsiębiorstw państwowych, działała również restauracja. Po upadku komunizmu półpaństwowy właściciel chaty został postawiony w stan likwidacji, a sam budynek 1998 roku trafił w ręce prywatne.

## Warunki pobytu
Chata oferuje 13 miejsc noclegowych w pokojach 2, 3 i 4 osobowych. Na miejscu działa również restauracja. 

## Szlaki turystyczne
- Rejštejn - dolina Otavy - Čeňkova pila - dolina Vydry - Turnerova Chata - Klostermannův most (węzeł szlaków) - Antýgl - Modrava
- Srní - Klostermannův most (węzeł szlaków) - Turnerova Chata - Zhůří